# サレジ・マーフ

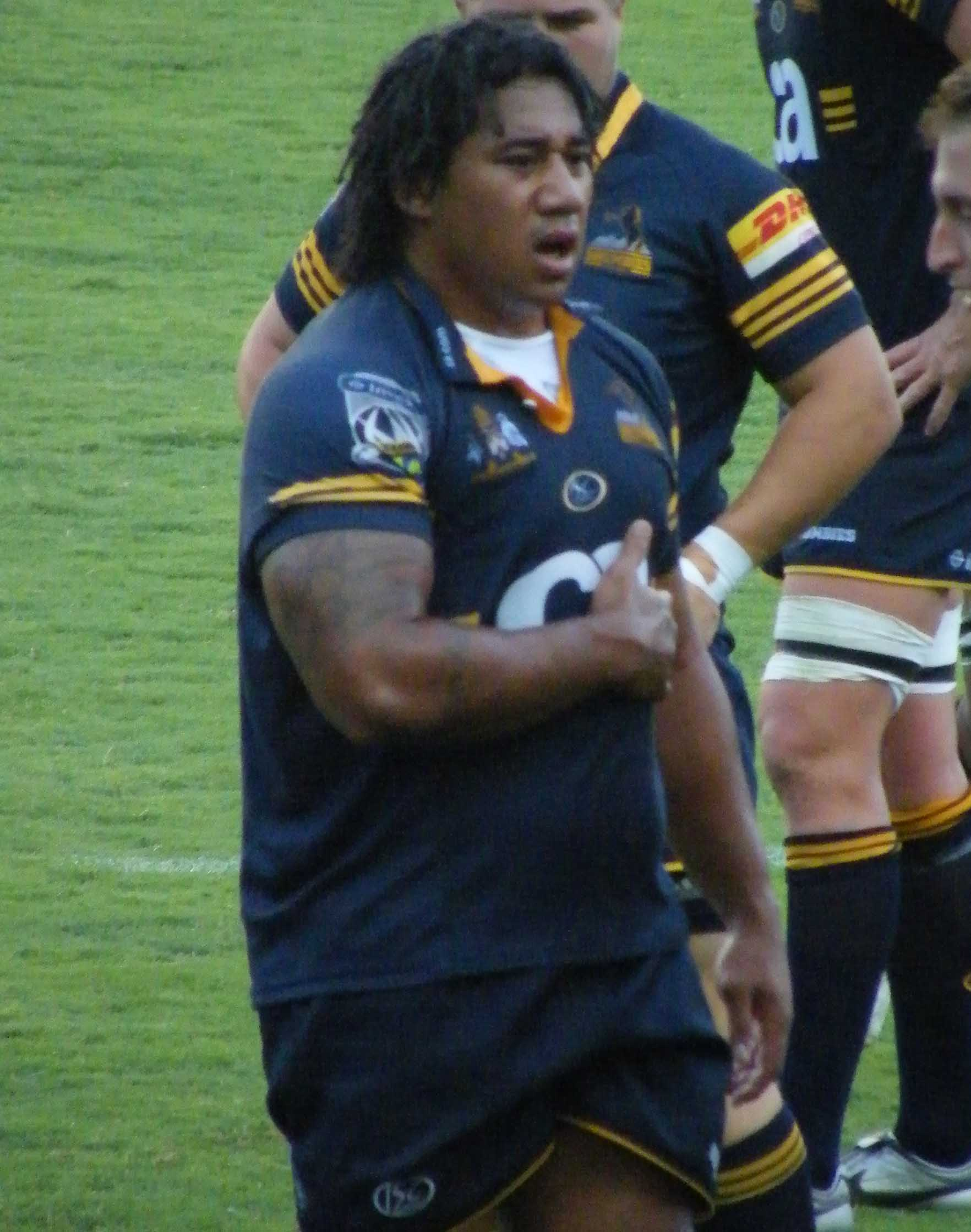

サレジ・マーフ（Salesi Ma'afu 1983年3月22日 - ）は 、オーストラリア出身のラグビー選手。ポジションはプロップ。
ニューサウスウェールズ州のクラブラグビー選手権シュート・シールド(The Shute Shield)に参加するウェストハーバー(West Harbour)に所属。

## 人物
1983年3月22日、シドニーで生まれる。
身長184cm、体重126kg。
弟のキャンピージ・マーフ(Campese Ma'afu)はラグビーフィジー代表、その下の弟アパクカ・マーフ(Apakuka Ma'afu)はトンガのセブンス代表。

タタフ・ポロタナウは従兄弟。

## 来歴
グランヴィル・アンド・アッシュフィールド・ボーイズ・ハイスクール卒業。2001年、2002年と2年連続でラグビー19歳以下ニューサウスウェールズ州に選出される。
2004年～2005年、ワラターズのアカデミーに入る。
2007年、スーパー14(現スーパーラグビー）のブランビーズに入る。同年～2008年と2年連続でオーストラリアＡ代表に選出される。
2009年、ワラビーズに初選出、アイルランド戦で代表デビュー。
2011年、ワールドカップのオーストラリア代表に選出された。

## リンク
- Wallabies Profile